# Pristomyrmex orbiceps
Pristomyrmex orbiceps är en myrart som först beskrevs av Santschi 1914.  Pristomyrmex orbiceps ingår i släktet Pristomyrmex och familjen myror. Inga underarter finns listade i Catalogue of Life.

## Bildgalleri

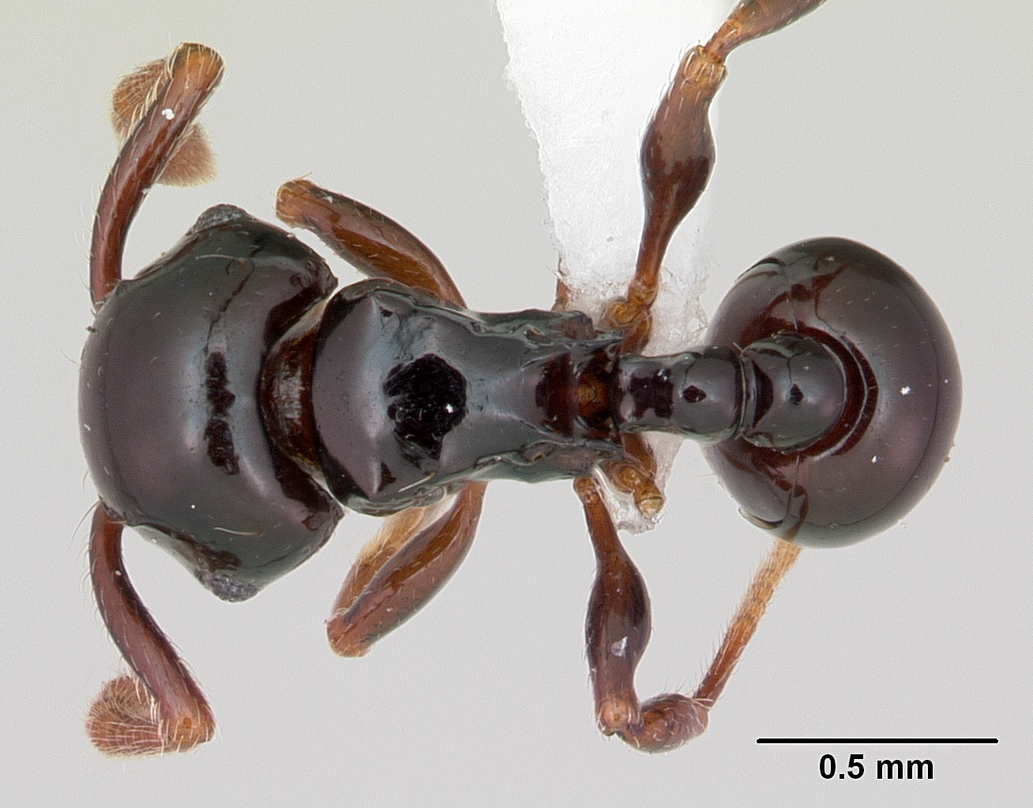
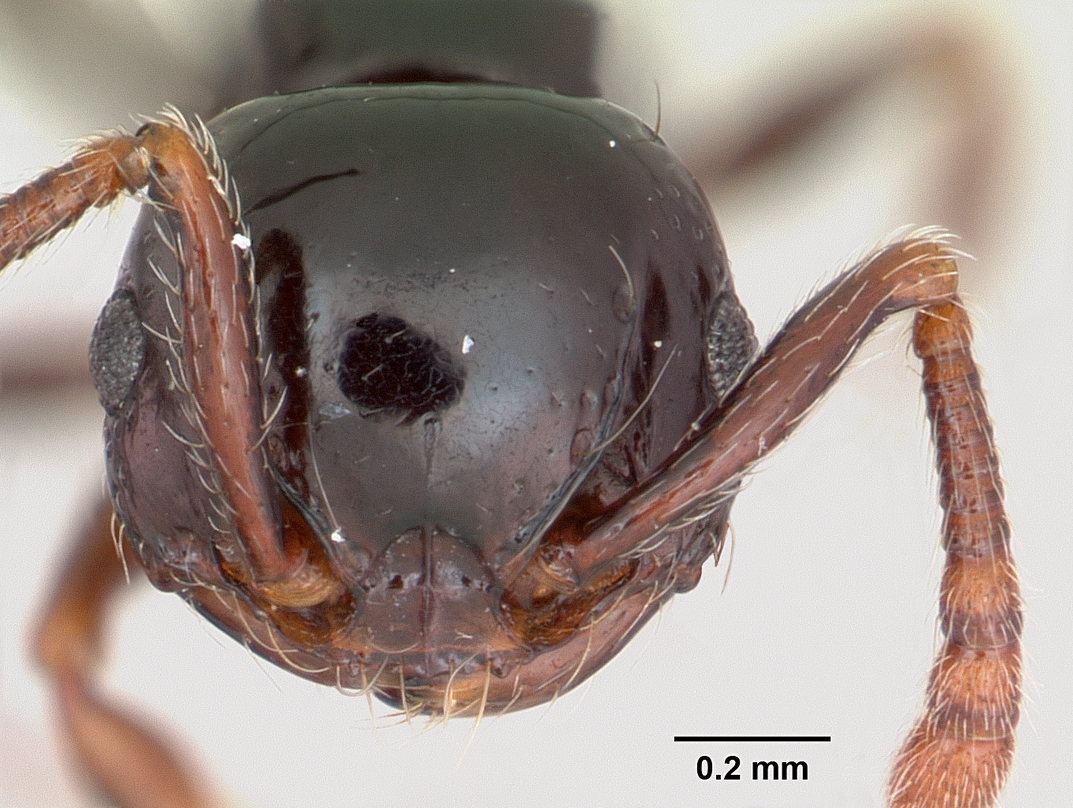
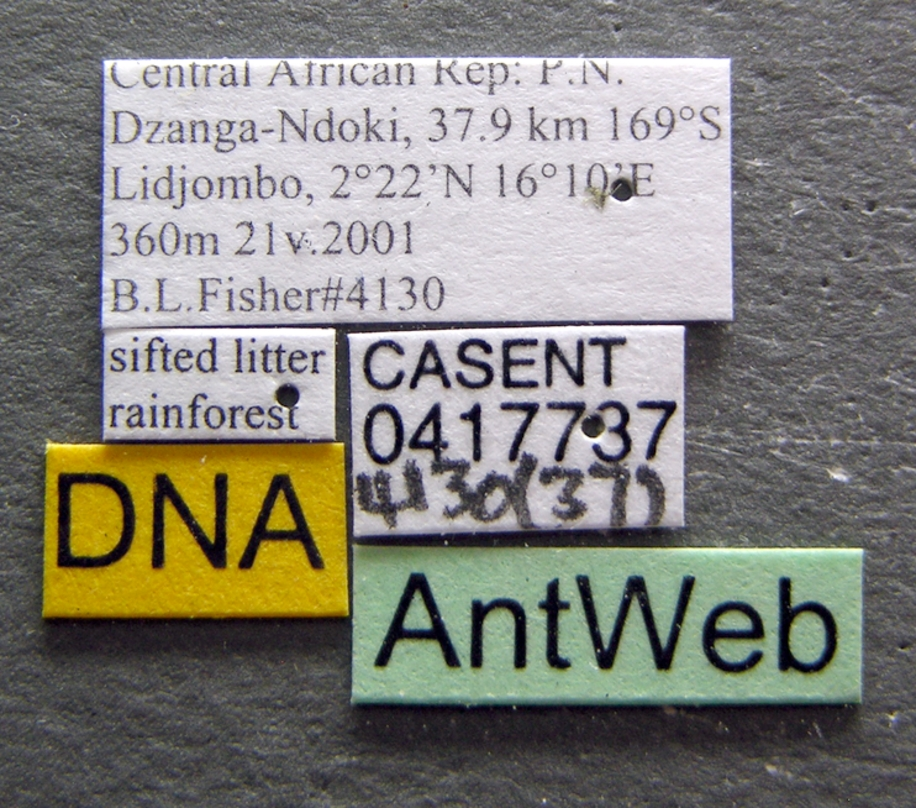
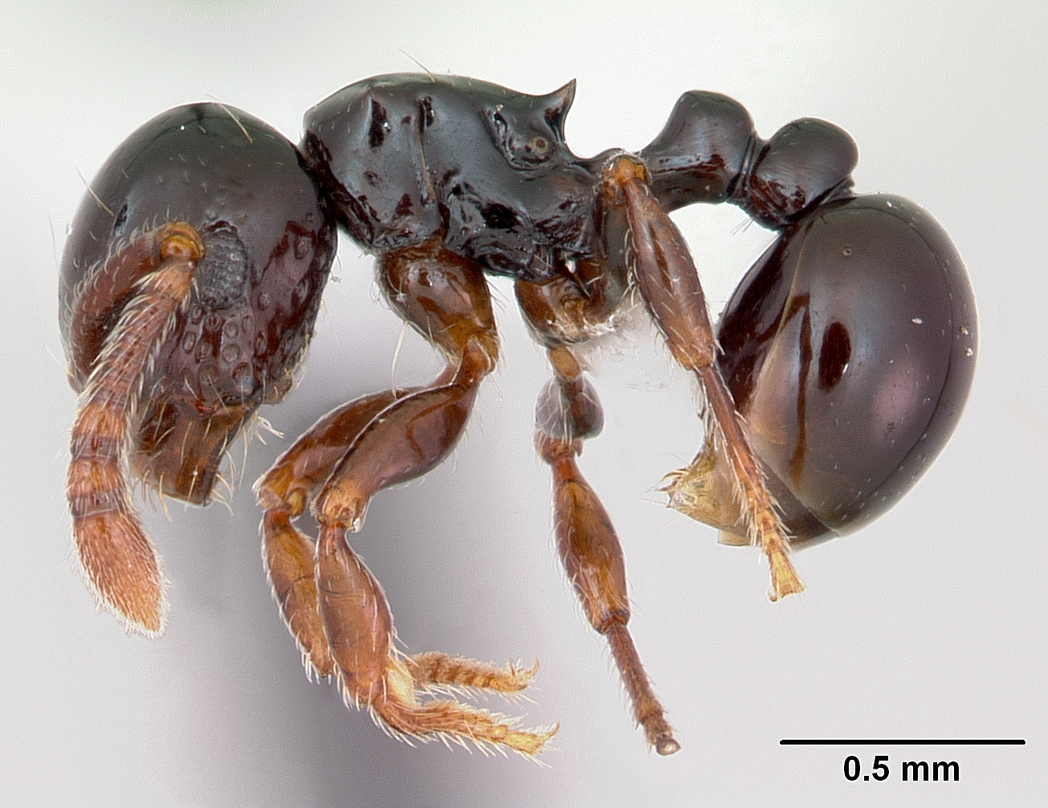
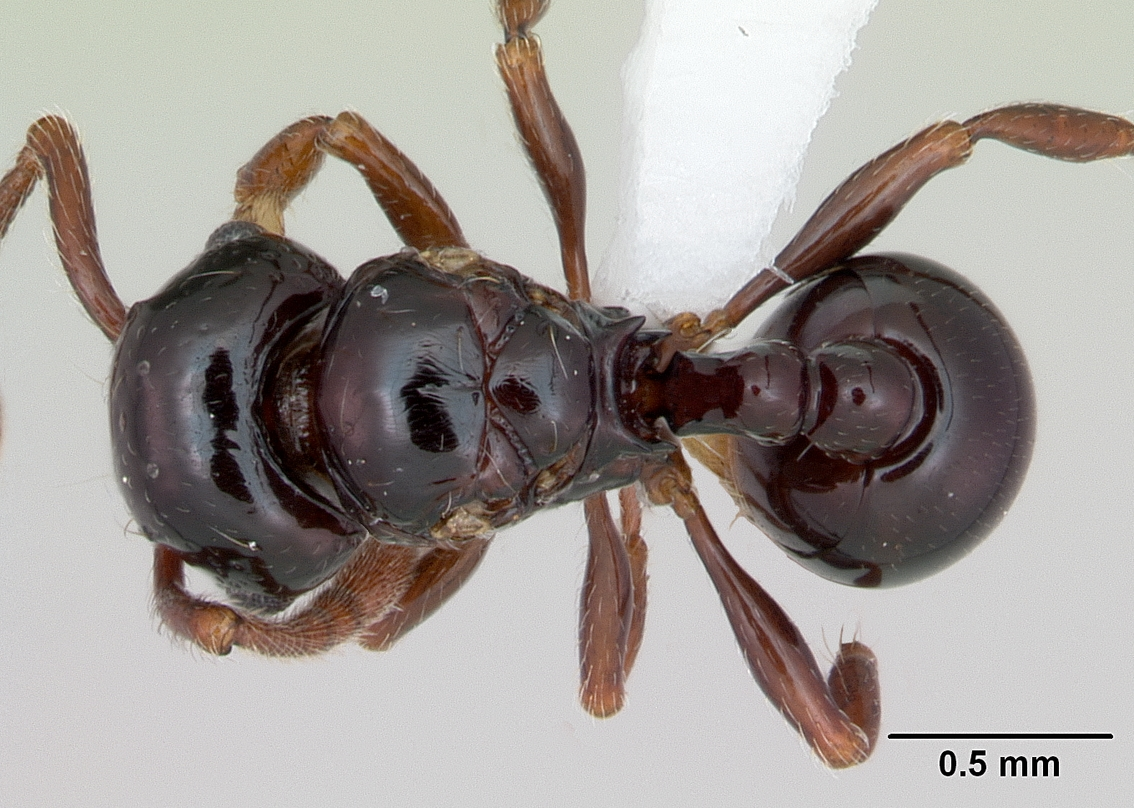
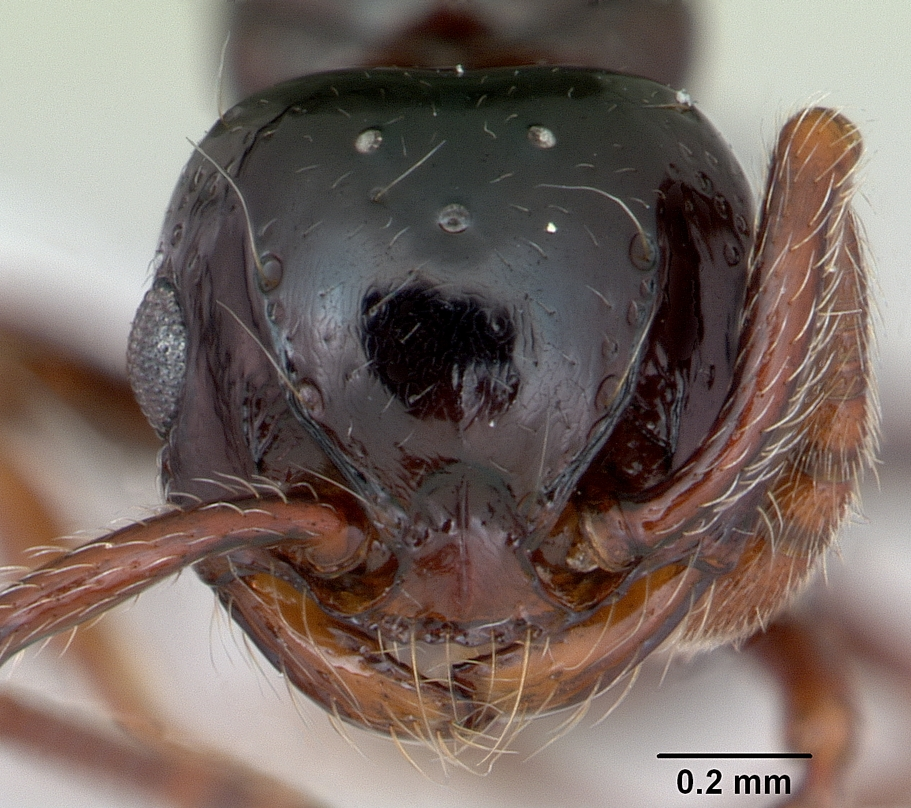